# Ludwig Koch (résistant)
Pour les articles homonymes, voir Koch.
Ludwig Koch (né le 3 juin 1909 à Munich, mort le 12 septembre 2002 dans la même ville) est un résistant allemand au nazisme.

## Biographie
Ludwig Koch naît dans une famille ouvrière, fait un apprentissage de serrurerie dans la Deutsche Reichsbahn et s'implique alors dans le syndicalisme. Il prend des fonctions à partir de 1923 dans l'Association des cheminots allemands et à partir de 1925 dans l'Association unifiée des cheminots allemands. En 1927, il rejoint la Jeunesse ouvrière socialiste (de) puis en 1930 l'Internationaler Sozialistischer Kampfbund (ISK). Il fait partie aussi de l'association Les Amis de la nature en 1924. Jusqu'à fin 1932, Koch travaillé dans l'atelier de réparation de la Reichsbahn à Munich, puis est employé par "l'Institut de recherche électrique" de la Deutsche Reichsbahn.
Ses activités politiques en tant que membre de la direction du district sud de l'ISK conduisent à son arrestation le 25 juillet 1938 et à une peine de huit ans de prison le 17 avril 1939. Dans le jugement du Volksgerichtshof pour préparation à la haute trahison, la détention provisoire est prise en compte. Koch purge sa peine dans diverses prisons (Amberg, Zweibrücken, Creussen, Bayreuth).
Le 15 avril 1945, les troupes américaines libèrent Koch du camp de concentration de Bayreuth-Creußen. Un peu plus tard seulement, le fervent démocrate est de nouveau actif et prononce des discours. De 1946 à 1949, il est secrétaire à la jeunesse de la Confédération allemande des syndicats (DGB) dans le district de Munich, de 1953 à 1973 président du district de la DGB à Munich. De plus, Koch est membre du conseil municipal de Munich pour le SPD de 1960 à 1972.
Une rue de Munich lui rend hommage.